# Byttneria lopez-mirandae
Byttneria lopez-mirandae är en malvaväxtart som beskrevs av C.L. Cristobal. Byttneria lopez-mirandae ingår i släktet Byttneria och familjen malvaväxter. Inga underarter finns listade i Catalogue of Life.